# Saint-Gilles (Marne)
Pour les articles homonymes, voir Saint-Gilles.
Saint-Gilles est une commune française, située dans le département de la Marne dans la région Grand Est.

## Géographie

### Localisation

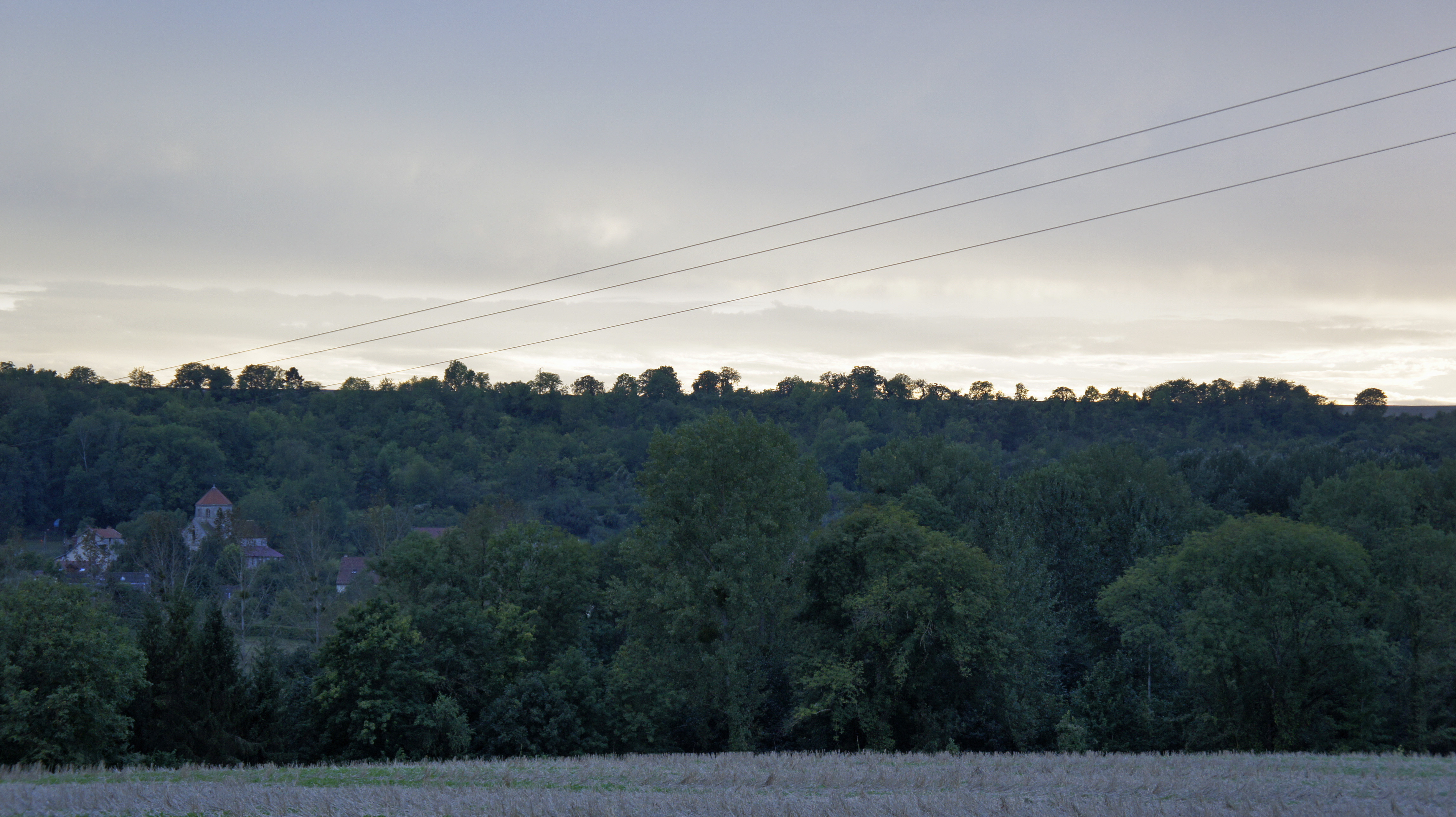
Silhouette de l'église nichée au cœur de la vallée de l'Ardre.

Saint-Gilles se trouve au nord-ouest du département de la Marne, en région Grand Est, à la limite avec le département de l'Aisne et la région Hauts-de-France. La commune appartient à la région agricole du Tardenois.
La commune de Saint-Gilles s'étend sur une superficie de 637 hectares. Sur son territoire, l'altitude varie de 62 à 170 mètres. Le village de Saint-Gilles se trouve à la confluence des vallées de l'Ardre et de l'Orillon. Il est surplombé par la Montagne de Chéry (151 m) à l'ouest. Le point culminant de la commune est cependant situé au nord-est, à la Montagne Danielle. Le territoire de la commune est majoritairement occupé par une forêt de feuillus, des champs ainsi que  des vignes, une forêt de résineux et des prés.
Par la route, Saint-Gilles se situe à 78 km de Châlons-en-Champagne, préfecture, à 31 km de Reims, sous-préfecture de rattachement, à 34 km de Soissons, dans le département voisin de l'Aisne, et à 3 km de Fismes, bureau centralisateur du canton de Fismes-Montagne de Reims dont dépend Saint-Gilles depuis 2015. La commune fait en outre partie du bassin de vie de Fismes.
Saint-Gilles est limitrophe de 4 communes :
|                         | Fismes             |           |
| Mont-Saint-Martin Aisne | Saint-Gilles       | Courville |
|                         | Mont-sur-Courville |           |

### Hydrographie

#### Réseau hydrographique
La commune est dans la région hydrographique « la Seine du confluent de l'Oise (inclus) à l'embouchure » au sein du bassin Seine-Normandie. Elle est drainée par l'Ardre, l'Orillon, le Fond du Grand Viéreux, le cours d'eau 01 de la commune de Saint-Gilles et divers bras de l'Ardre,.
L'Ardre, d'une longueur de 39 km, prend sa source dans la commune de Saint-Imoges et se jette dans la Vesle à Fismes, après avoir traversé 18 communes. Les caractéristiques hydrologiques de l'Ardre sont données par la station hydrologique située sur la commune de Saint-Gilles. Le débit moyen mensuel est de 1,48 m3/s. Le débit moyen journalier maximum est de 23,6 m3/s, atteint lors de la crue du 15 juillet 2021. Le débit instantané maximal est quant à lui de 29,4 m3/s, atteint le 23 mars 2001.
L'Orillon, d'une longueur de 16 km, prend sa source dans la commune de Coulonges-Cohan et se jette  dans l'Ardre sur la commune, après avoir traversé cinq communes.

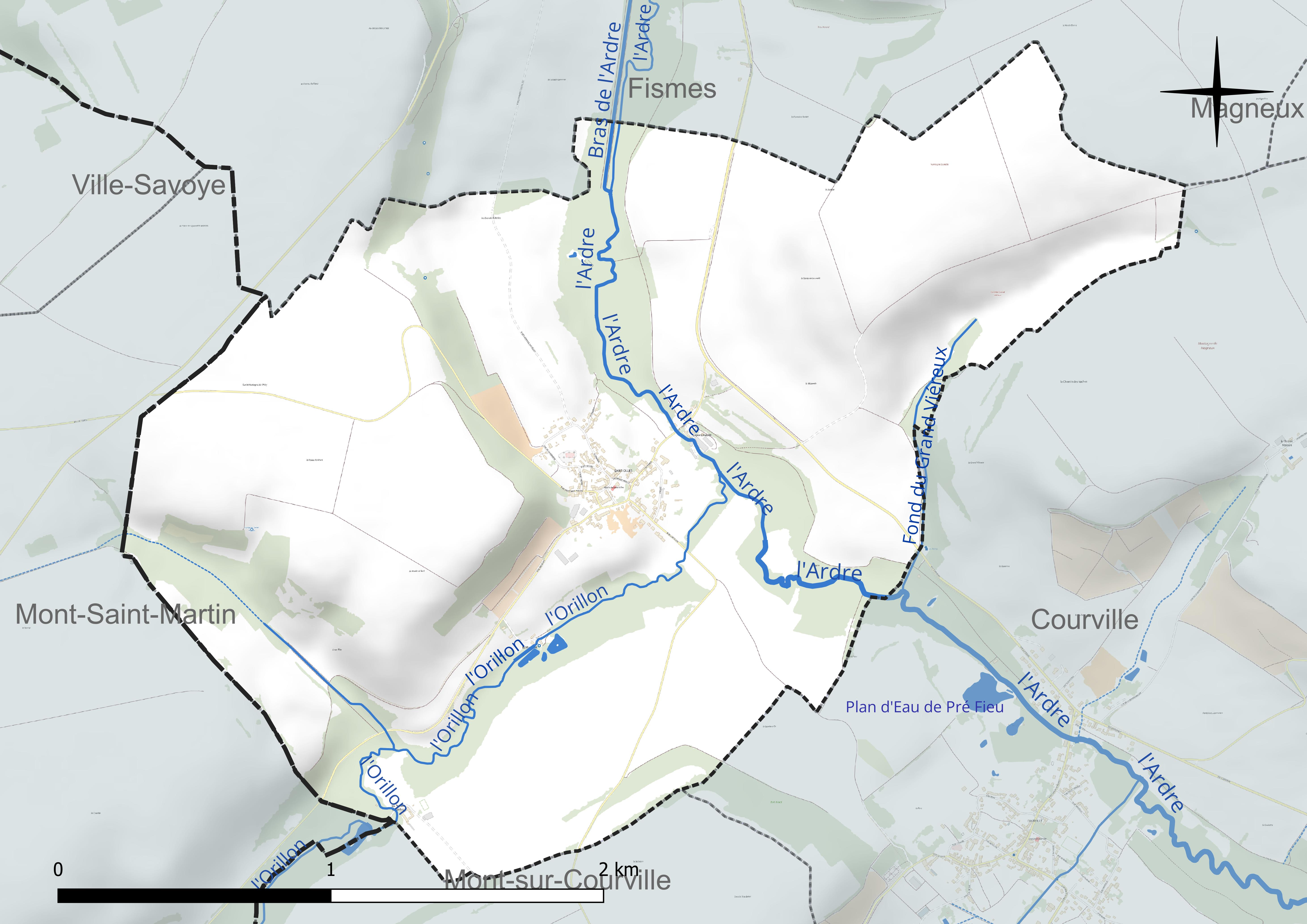
Réseau hydrographique de Saint-Gilles.

#### Gestion et qualité des eaux
Le territoire communal est couvert par le schéma d'aménagement et de gestion des eaux (SAGE) « Aisne Vesle Suippe ». Ce document de planification, dont le territoire s’étend sur 3 096 km2 répartis sur trois départements (Aisne, Marne et Ardennes) et deux régions (Champagne-Ardenne et Picardie), a été approuvé le 16 décembre 2013. La structure porteuse de l'élaboration et de la mise en œuvre est le Syndicat d’aménagement des bassins Aisne Vesle Suippe (SIABAVES).
La qualité des cours d’eau peut être consultée sur un site dédié géré par les agences de l’eau et l’Agence française pour la biodiversité.

### Climat
Pour des articles plus généraux, voir Climat du Grand Est et Climat de la Marne.
En 2010, le climat de la commune est de type climat océanique dégradé des plaines du Centre et du Nord, selon une étude du Centre national de la recherche scientifique s'appuyant sur une série de données couvrant la période 1971-2000. En 2020, Météo-France publie une typologie des climats de la France métropolitaine dans laquelle la commune est exposée à un climat océanique altéré et est dans la région climatique Nord-est du bassin Parisien, caractérisée par un ensoleillement médiocre, une pluviométrie moyenne régulièrement répartie au cours de l’année et un hiver froid (3 °C).
Pour la période 1971-2000, la température annuelle moyenne est de 10,4 °C, avec une amplitude thermique annuelle de 15,4 °C. Le cumul annuel moyen de précipitations est de 719 mm, avec 12,5 jours de précipitations en janvier et 8,7 jours en juillet. Pour la période 1991-2020, la température moyenne annuelle observée sur la station météorologique de Météo-France la plus proche, « Braine », sur la commune de Braine à 12 km à vol d'oiseau, est de 11,3 °C et le cumul annuel moyen de précipitations est de 662,7 mm. 
La température maximale relevée sur cette station est de 42,1 °C, atteinte le 25 juillet 2019 ; la température minimale est de −15,7 °C, atteinte le 1er janvier 1997,,.
Les paramètres climatiques de la commune ont été estimés pour le milieu du siècle (2041-2070) selon différents scénarios d'émission de gaz à effet de serre à partir des nouvelles projections climatiques de référence DRIAS-2020. Ils sont consultables sur un site dédié publié par Météo-France en novembre 2022.

## Urbanisme

### Typologie
Au 1er janvier 2024, Saint-Gilles est catégorisée commune rurale à habitat dispersé, selon la nouvelle grille communale de densité à sept niveaux définie par l'Insee en 2022.
Elle est située hors unité urbaine. Par ailleurs la commune fait partie de l'aire d'attraction de Reims, dont elle est une commune de la couronne,. Cette aire, qui regroupe 294 communes, est catégorisée dans les aires de 200 000 à moins de 700 000 habitants,.

### Occupation des sols
L'occupation des sols de la commune, telle qu'elle ressort de la base de données européenne d’occupation biophysique des sols Corine Land Cover (CLC), est marquée par l'importance des territoires agricoles (79,5 % en 2018), une proportion identique à celle de 1990 (79,5 %). La répartition détaillée en 2018 est la suivante : 
terres arables (72,9 %), forêts (20,5 %), zones agricoles hétérogènes (6,2 %), prairies (0,4 %). L'évolution de l’occupation des sols de la commune et de ses infrastructures peut être observée sur les différentes représentations cartographiques du territoire : la carte de Cassini (XVIIIe siècle), la carte d'état-major (1820-1866) et les cartes ou photos aériennes de l'IGN pour la période actuelle (1950 à aujourd'hui).

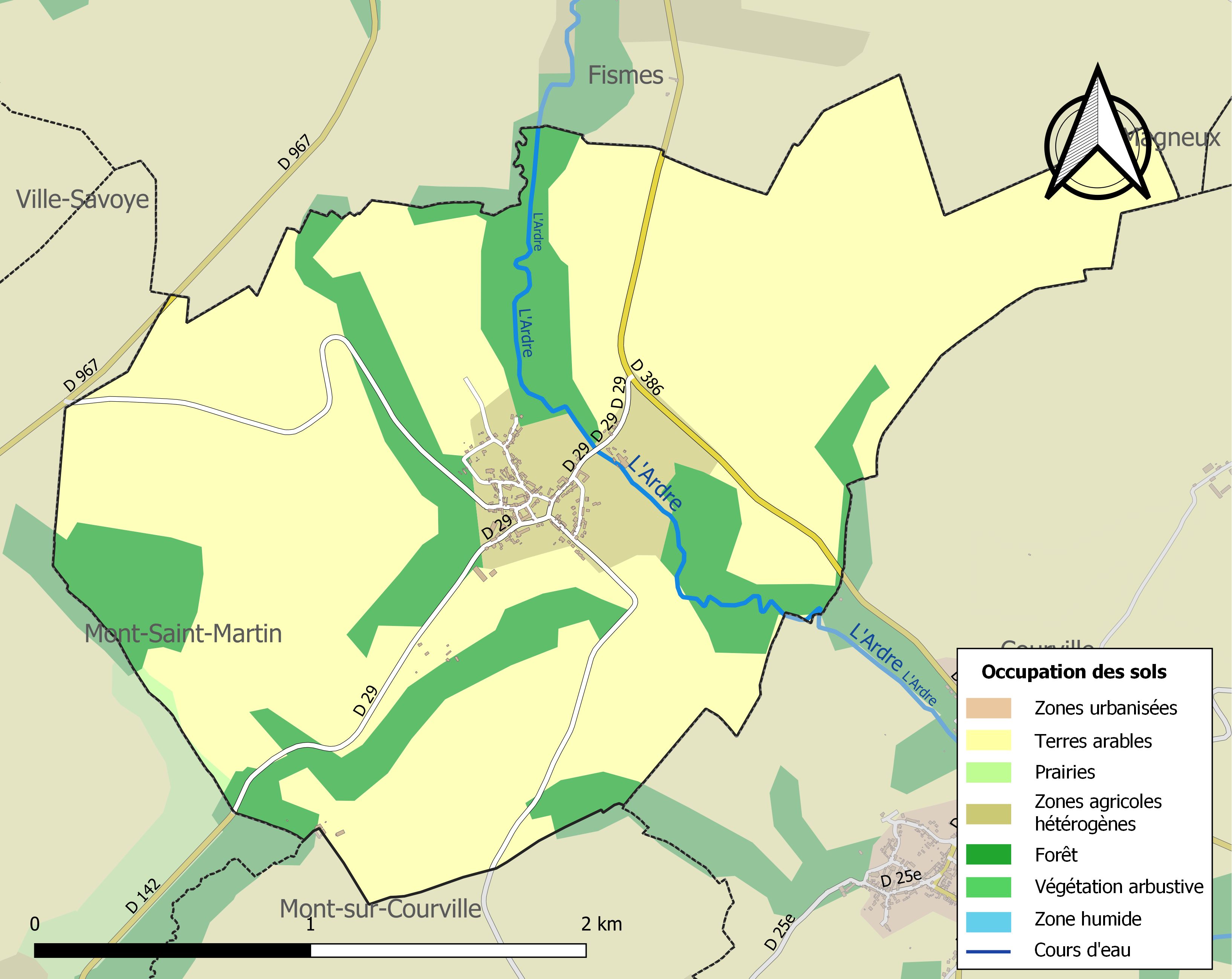
Carte des infrastructures et de l'occupation des sols de la commune en 2018 (CLC).

### Lieux-dits, hameaux et écarts
Outre le village de Saint-Gilles, au centre de son territoire, la commune comprend plusieurs hameaux et écarts : dans la vallée de l'Orillon au sud, les Petites Chézelles (datant de Louis XIII[réf. nécessaire]) et le Moulinet (datant du Moyen Âge[réf. nécessaire]), ainsi que dans la vallée de l'Ardre à l'est, le Grand Moulin (datant du Moyen Âge[réf. nécessaire]) et l’Huilerie (datant de Louis XV[réf. nécessaire]).
On y trouvait également au XIXe siècle l'écart la Buse ou la Buze,, qui ne figure plus sur les cartes de l'IGN.

## Toponymie
Le nom de la localité est attesté sous les formes Aceium (1156) ; Sanctus Egidius de Aceio (1154-1159) ; Aceium Sancti Egidii (1234) ; Saint-Giles-à-Acy (1280) ; Sanctus Egidius de Aceyo (1291) ; Saint-Gille (1308) ; Sanctus Egidius apud Arceyum (1303-1312) ; Saint-Guille (1329) ; Sanctus Egidius de Arceyo (1333) ; Saint-Gilles (1488).

Durant le Moyen Âge, la commune s'est appelée Aceium (Aceium Sancti Egidu). En 1280, le village se serait appelé Acy ou Aacy et en 1480, Saint-Gilles ou Saint-Gille en 1770. En 1686 on retrouvait le nom de Saint-Pierre-Saint-Gilles.

Dans la période de la Révolution française, la commune porte provisoirement le nom de Montardre, de Montagne-sur-Ardre ou de Montagne-sur-Orillion.
Aceium en 1156 : il s'agirait d'Acy, nom ancien de la commune de Saint-Gilles, mais cette localité est dénommée Ascineium dans le Polyptyque de Saint-Remi de Reims (la forme Aceium est donnée par A. Longnon dans son Dictionnaire topographique de la Marne).
Saint-Gilles est un hagiotoponyme, qui fait référence à Gilles l'Ermite, en latin : Ægidius « Égide », où fut fondé un prieuré vers 1088 par une colonie de moines issue de l’Ancienne abbaye de Saint-Gilles dans le Gard et à laquelle l’abbé Odilon avait confié une relique de la main droite de l'Ermite Saint Gilles.

## Histoire

### Préhistoire et Antiquité
Des fouilles ont montré une occupation depuis le Néolithique, puis continue à partir des Gaulois, Gallo-Romains. Quelques " fer "de lances et haches de pierre, haches gauloises, etc. avaient été retrouvées dans le versant route de Mont Saint Martin et sur le plateau à une faible profondeur. M. Châtelet, instituteur, les avait réunis dans son musée scolaire avant 1914.

### Période médiévale
Des moines établissent des constructions en bois sur le site de la commune actuelle de Saint-Gilles au IIIe ou IVe siècle, sur une butte naturelle. Le village est ensuite devenu, petit à petit, au VIIe ou VIIIe siècle, un prieuré, sous la dépendance de Saint-Gilles, dans le Gard. Il s'élevait primitivement au village de Sacy. D'ailleurs, l'église de Saint-Gilles-de-Sacy est nommée en 1119 parmi les possessions de l'abbaye de Saint-Gilles du Gard, ainsi qu'en1132 et 1208. Le nom de Saint-Gilles n’existe pas avant le XIIIe siècle. Le prieuré a une chapelle distincte de l'église paroissiale, deux chapelles avec cloître  surmonté d'une tour, une prison, un réfectoire, un office et un dortoir. Une grange des dîmes était située à côté, séparée par une sente qui est l’actuelle Petite Ruelle. Le cimetière entourait les constructions de trois côtés, dont l'actuelle Place du prieuré. Des tombes ont été retrouvées à plusieurs reprises. Le village est du bailliage et de la coutume de Reims. Le dernier prieur fut Thierry-Ozille (fin du XVe siècle). Saint-Gilles fut jusqu'au XVIIIe siècle le domaine du prieuré, élevé au rang de seigneurerie.
Lors des invasions des Normands et des Hongrois ( vers 937 et 954) les habitants du village se refugiaient au prieuré. Étant sous la protection de Courville, ils rejoignaient le château-fort de Courville par un souterrain.
Son église romane date du XIe siècle et a une particularité unique dans la région : elle possède un clocher octogonal. Mis à part la croix sur la Place, iI ne reste (presque) plus rien de son prieuré. Au Moyen Âge, un moulin est construit en bas du village, sur la rivière.

### Période moderne
Sous l'Ancien Régime, Saint-Gilles est une paroisse dépendant du diocèse de Reims, du Grand Archidiaconé et du doyenné d'Hermonville.
L'intendant représentait le roi. À la fin du XVIIIe siècle, il dispense de la taille ( sorte d'impôt direct du roi ) les propriétaires qui remplacent le chaume par la tuile. Cette dispense d'impôts encourage les propriétaires à construire des maisons à étages, des sous-sols, et toitures en tuiles. Toute une rue à Saint-Gilles, habitée par des gens très pauvres, conserva ses chaumières et ses maisons basses: c’est la rue des habitants sans draps, la rue sans draps appelée de nos jours la rue cendras.
À la Révolution, le Bailliage de Vitry (réunions de 1789) nous indique que Samson-Marie Lesellier de Blécourt est chevalier, seigneur de Saint-Gilles.
Une croix, sur un socle en pierre, dernier vestige du prieuré, est toujours visible sur la place du village, adossée au pignon d'une maison. Ce vestige date probablement du XVe siècle, car la famille Delacroix, mi-noble, habitait cette maison et donna naissance à Henri Delacroix en 1450.

### Période contemporaine
La construction de la route Fismes-Courville date de 1845-1848, puis la fontaine sur la place de 1859. Aménagement du Grand Moulin en usine en 1875-1884, et de l'Œuillerie en usine en 1886.
Dernier aménagement pour l'alimentation en eau de tout le village en 1931-1932. Électrification en 1931.
Le village est desservi par la ligne Reims - Bouleuse - Fismes des Chemins de fer de la Banlieue de Reims (C.B.R.), un chemin de fer secondaire dont la gare a été ouverte en 1899 mais la crise économique d'entre-deux-guerres oblige le département à fermer cette ligne le 20 mai 1931 et le service a été ensuite  assuré par autocars.
Pendant la Première Guerre mondiale, l'armée française installe un hôpital d'orientation et d’évacuation (HOE 51) afin de soigner les soldats de retour du Chemin des Dames, transportés par un train militaire. Le Monument aux Morts est sur l'emplacement de cette ligne, encore bien visible de nos jours. Cet hôpital comprend 354 infirmiers. Pendant l'offensive de 1917, beaucoup de soldats meurent ici. Le village souffre beaucoup des bombardements durant les deux guerres.
L'école communale est fermée et est devenue la salle communale. Cette maison avait été achetée par la commune en 1852.

## Politique et administration

### Rattachements administratifs et électoraux
Rattachements administratifs
La commune se trouve dans l'arrondissement de Reims du département de la Marne.
Elle faisait partie depuis 1793 du canton de Fismes. Dans le cadre du redécoupage cantonal de 2014 en France, cette circonscription administrative territoriale a disparu, et le canton n'est plus qu'une circonscription électorale.
Rattachements électoraux
Pour les élections départementales, la commune fait partie depuis 2014 du canton de Fismes-Montagne de Reims
Pour l'élection des députés, elle fait partie de la deuxième circonscription de la Marne.

### Intercommunalité
Saint-Gilles était membre de la communauté de communes des Deux Vallées du Canton de Fismes, un établissement public de coopération intercommunale (EPCI) à fiscalité propre créé fin 1997  et auquel la commune avait  transféré un certain nombre de ses compétences, dans les conditions déterminées par le code général des collectivités territoriales. Conformément aux prévisions du schéma départemental de coopération intercommunale (SDCI) de la Marne du 15 décembre 2011, cette intercommunalité a fusionné avec sa voisine pour former, le 1er janvier 2014, la communauté de communes Fismes Ardre et Vesle.
Dans un second temps, le 1er janvier 2017, la communauté de communes Fismes Ardre et Vesle a elle-même fusionné avec ses voisines pour intégrer la communauté urbaine dénommée Grand Reims, dont Saint-Gilles est désormais membre.

### Liste des maires
| Période                                  | Période                      | Identité                | Étiquette | Qualité                         |
| ---------------------------------------- | ---------------------------- | ----------------------- | --------- | ------------------------------- |
| Les données manquantes sont à compléter. |                              |                         |           |                                 |
| 1788                                     | 1792                         | Jean-Simon Cornette     |           |                                 |
| 1811                                     | 1816                         | Étienne Robert          |           |                                 |
| 1816                                     | 1830                         | Claude-Antoine Robert   |           |                                 |
| avant 1853                               | 1862                         | Antoine Victor Guéret   |           |                                 |
| 1871                                     | 1872                         | Auguste Couvret         |           |                                 |
| 1872                                     | 1876                         | Alphonse Daubenton      |           |                                 |
| 1876                                     | 1880                         | Defon Paté              |           |                                 |
| 1881                                     | 1902                         | Bandier Paté            |           |                                 |
| 1902                                     |                              | Jules Paté              |           |                                 |
| Les données manquantes sont à compléter. |                              |                         |           |                                 |
|                                          | 2002                         | Michel Velly            |           |                                 |
| 2002                                     | En cours (au 8 octobre 2020) | Évelyne Fraeymann-Velly |           | Réélue pour le mandat 2020-2026 |

## Démographie
L'évolution du nombre d'habitants est connue à travers les recensements de la population effectués dans la commune depuis 1793. Pour les communes de moins de 10 000 habitants, une enquête de recensement portant sur toute la population est réalisée tous les cinq ans, les populations de référence des années intermédiaires étant quant à elles estimées par interpolation ou extrapolation. Pour la commune, le premier recensement exhaustif entrant dans le cadre du nouveau dispositif a été réalisé en 2005.

En 2022, la commune comptait 274 habitants, en évolution de −4,86 % par rapport à 2016 (Marne : −1,19 %, France hors Mayotte : +2,11 %).
| 1793 | 1800 | 1806 | 1821 | 1831 | 1836 | 1841 | 1846 | 1851 |
| ---- | ---- | ---- | ---- | ---- | ---- | ---- | ---- | ---- |
| 260  | 371  | 382  | 363  | 395  | 412  | 422  | 382  | 360  |

| 1856 | 1861 | 1866 | 1872 | 1876 | 1881 | 1886 | 1891 | 1896 |
| ---- | ---- | ---- | ---- | ---- | ---- | ---- | ---- | ---- |
| 341  | 347  | 351  | 360  | 346  | 310  | 329  | 317  | 322  |

| 1901 | 1906 | 1911 | 1921 | 1926 | 1931 | 1936 | 1946 | 1954 |
| ---- | ---- | ---- | ---- | ---- | ---- | ---- | ---- | ---- |
| 293  | 302  | 281  | 215  | 230  | 194  | 206  | 206  | 234  |

| 1962 | 1968 | 1975 | 1982 | 1990 | 1999 | 2005 | 2006 | 2010 |
| ---- | ---- | ---- | ---- | ---- | ---- | ---- | ---- | ---- |
| 214  | 202  | 163  | 142  | 131  | 165  | 230  | 241  | 273  |

| 2015 | 2020 | 2022 | - | - | - | - | - | - |
| ---- | ---- | ---- | - | - | - | - | - | - |
| 283  | 272  | 274  | - | - | - | - | - | - |

Recensement de 1872 : 360 habitants, dont : 26 personnes à l'Huilerie (datant de Louis XV), 5 personnes au Moulinet, 2 personnes à La Buse, 5 personnes au Grand Moulin, 6 personnes à la ferme des Petites Chézelles (datant de Louis XIII) ainsi que 63 chevaux, 12 ânes, 67 bêtes à cornes, 963 brebis, 113 cochons, 1067 poules, 26 chiens, 8 ruches.

## Culture locale et patrimoine

### Lieux et monuments
On peut signaler :

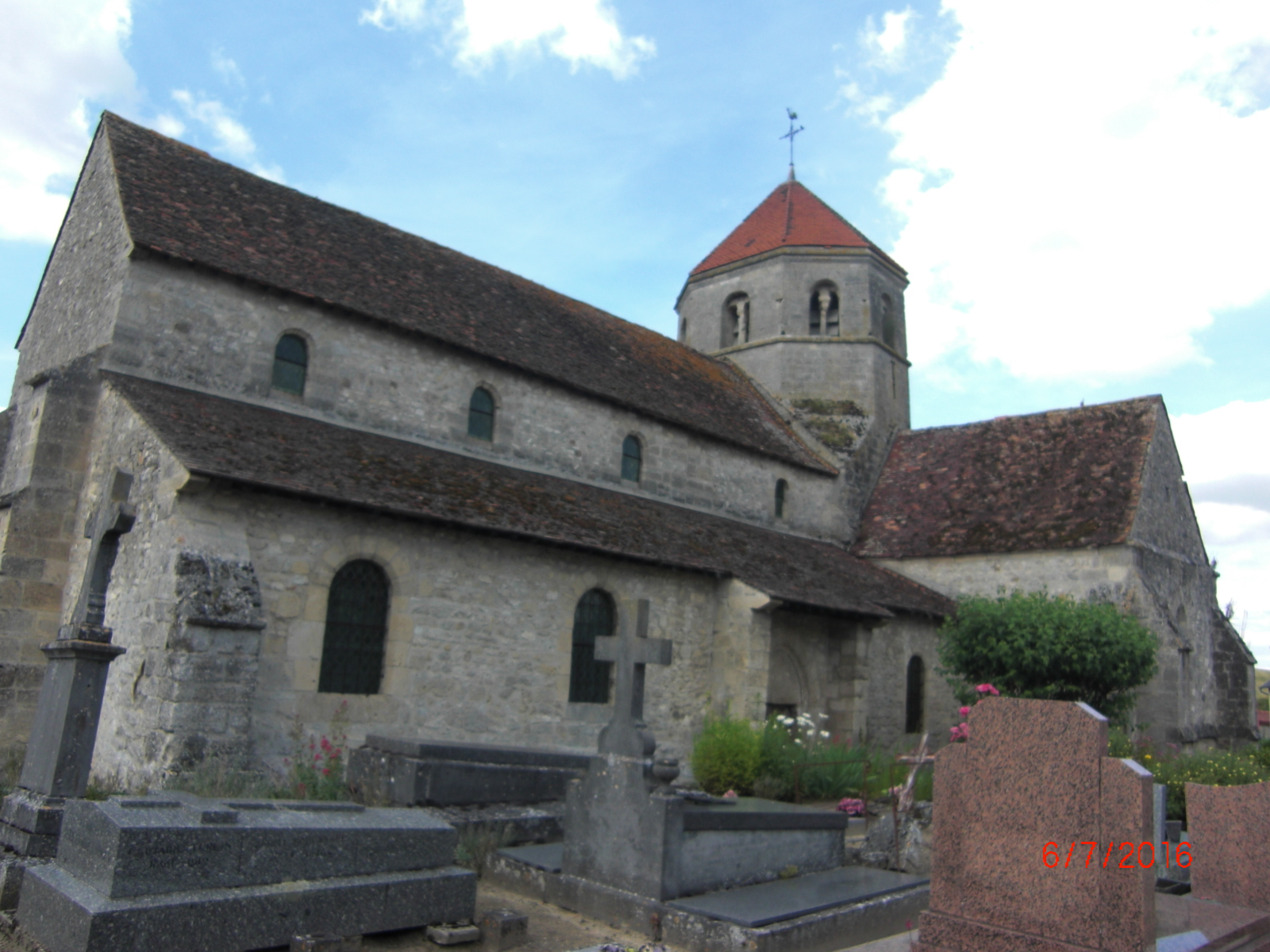
L'église Saint-Pierre.

- L'église romane Saint-Pierre, surmontée d'une tour octogonale, est le seul reste de l'ancien prieuré. Elle a été classée monument historique le 20 décembre 1920[41].

- Le lavoir communal.
- La salle communale ayant été la salle de classe.
- L'ancienne gare du CBR de Saint-Gilles (devenu propriété privée)
- Monuments aux morts : 
  - Le monument aux morts de la Première et de la Deuxième Guerres mondiales.
  - Le monument aux morts de la bataille du Chemin des Dames (en 1917) situé à l'endroit où se trouvait un HOE (hôpital d'orientation et d'évacuation) pendant cette bataille ainsi qu'un cimetière militaire provisoire.
- Tombes de deux soldats enterrés au cimetière communal :
  - Le soldat "T.A. Fox" (1433606 Sergeant), "Air Gunner" de la "Royal Air Force" décédé le 16 mars 1944
  - Le soldat "J.H. Overholt" (R.197141 Sergeant), "Air Gunner" de la "Royal Canadian Air Force" décédé le 16 mars 1944 à l'âge de 20 ans
- La gare du CBR : l'emplacement de la voie ferrée est devenu un chemin communal appelé chemin du CBR reliant Fismes à Bouleuse[réf. souhaitée] en passant par Saint-Gilles sur l'ancien tracé de la voie. La gare est devenue la propriété de la carrière de marbre de Saint-Gilles et semble être à l'abandon.

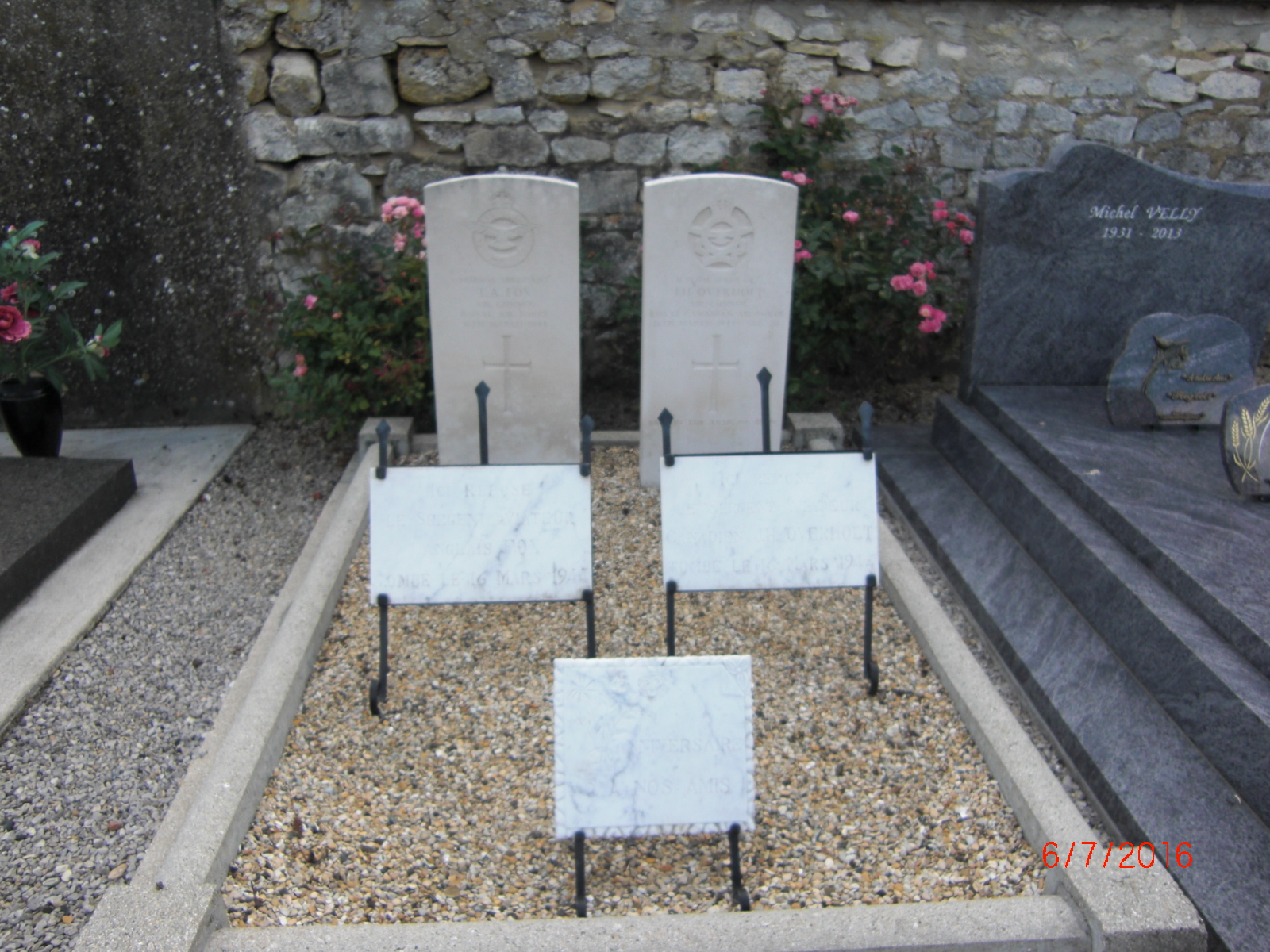
Les deux tombes militaires.
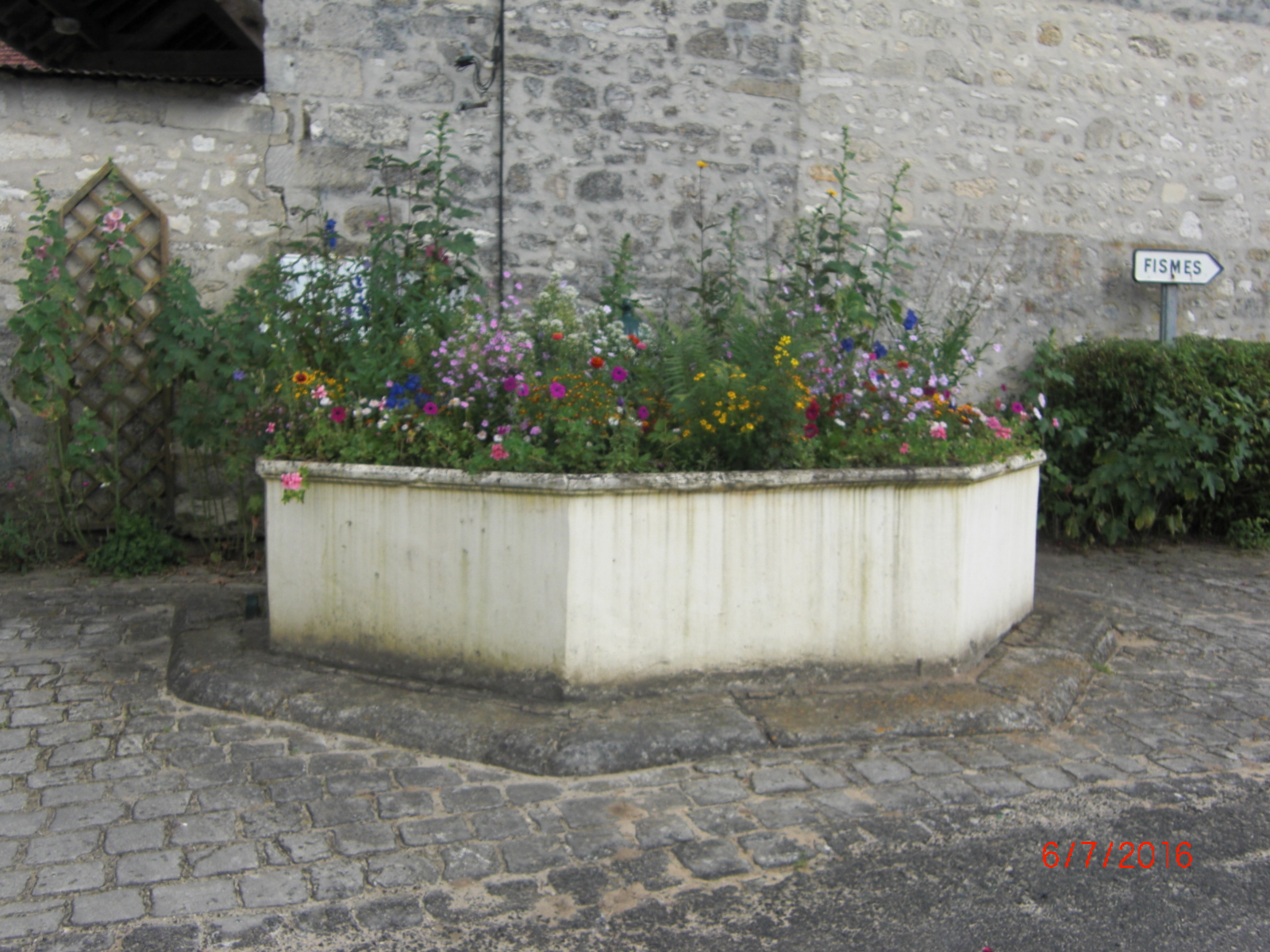
La fontaine Saint-Gilles
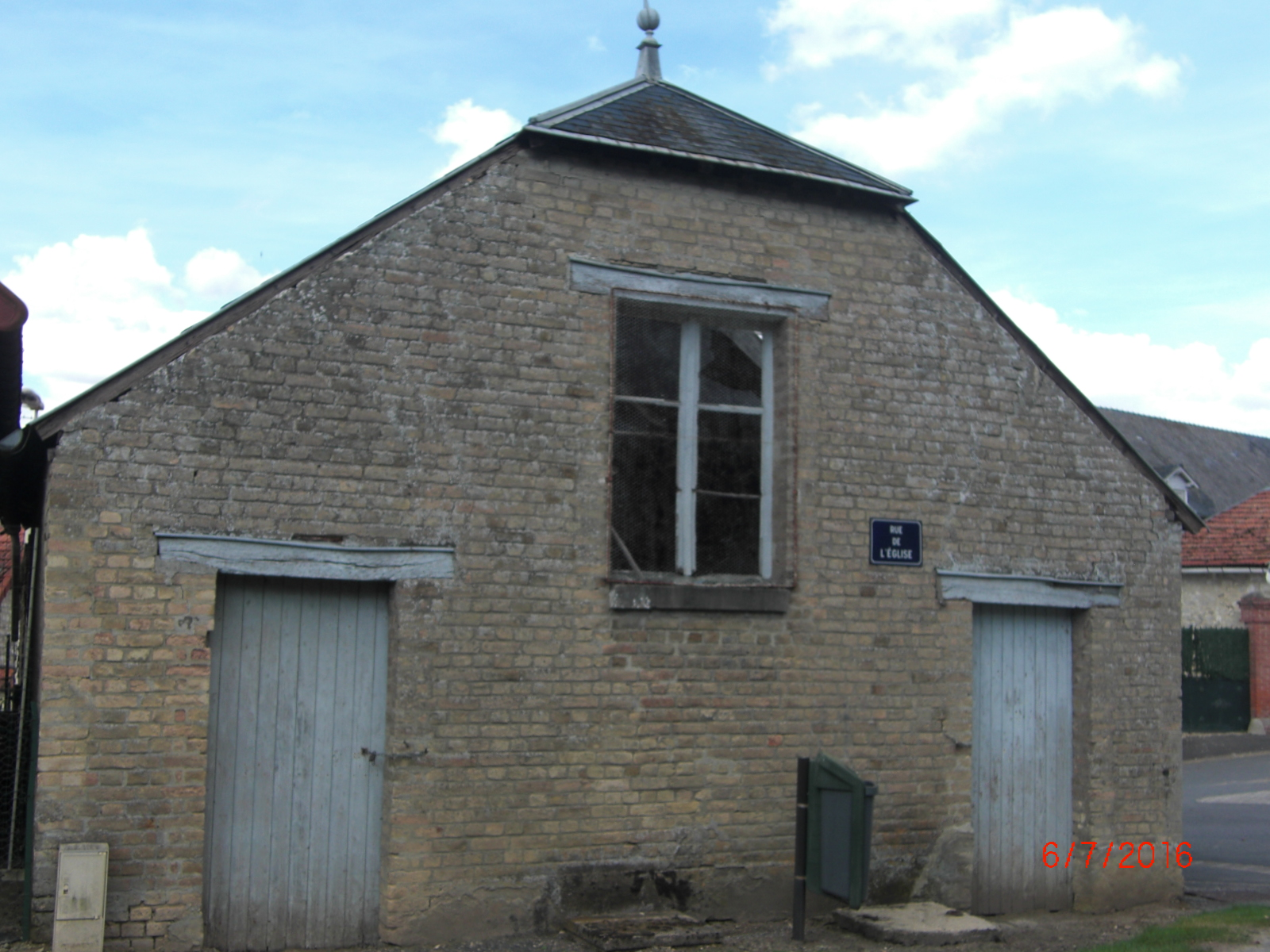
Le lavoir de Saint-Gilles